# حملة التضامن مع فلسطين

شعار الحملة

حملة التضامن مع فلسطين (PSC) هي منظمة نشطة في إنجلترا وويلز تعزز التضامن مع الشعب الفلسطيني. تأسست عام 1982 أثناء التحضير للحرب الأولى بين إسرائيل ولبنان، وتم تأسيسها في المملكة المتحدة في عام 2004 باسم حملة التضامن مع فلسطين المحدودة.
يقول مجلس السلم والأمن إنه يناضل من أجل السلام والعدالة للفلسطينيين، دعماً للقانون الدولي وحقوق الإنسان. تشمل الأهداف المعلنة لمجلس السلم والأمن حق العودة للفلسطينيين والانسحاب الإسرائيلي من الأراضي المحتلة. وأعلنت أنها تعارض «الاحتلال الإسرائيلي وعدوانه على الدول المجاورة». انتقد مجلس السلم والأمن ممارسات إسرائيل عند اعتقال الأطفال. ينص مجلس السلم والأمن على أنه «يعارض جميع أشكال العنصرية، بما في ذلك التحيز ضد اليهود والإسلاموفوبيا».
مع الاعتراف بالاختلافات بين جنوب إفريقيا في عهد الفصل العنصري وإسرائيل، تروج حملة التضامن مع فلسطين PSC لمقاطعة البضائع الإسرائيلية كطريقة تعتقد أنها كانت ناجحة في السابق في تحقيق التغيير السياسي. نظمت فصول PSC ورش عمل حول أسئلة مثل «كيفية التعامل مع حجج الصهاينة؛ ماذا نقول لمن يسموننا معادون للسامية» و «ما هي المستوطنات؟ ماذا ستحقق مقاطعة البضائع الإسرائيلية؟» 
يتم نشر وأعلان الأنشطة التي ينظمها حملة التضامن مع فلسطين PSC والبيانات الصادرة عنه في منافذ البيع مثل موقع الويب الانتفاضة الالكترونية The Electronic Intifada.

## بناء

### المؤسسون والقادة
لدى حملة التضامن مع فلسطين PSC لجنة تنفيذية من 20 عضوًا، بالإضافة إلى عضوين يمثلان اللجنة الاستشارية النقابية التابعة لـ PSC ، والذين يتم انتخابهم في الاجتماع السنوي العام من قبل أعضائها. رئيسها الحالي هو هيو لانينغ ومديرها الحالي بن جمال. يوجد مقرها في لندن، وهناك أربعة موظفين بينما تعتمد المنظمة على متطوعين لأداء العديد من المهام، مثل إدارة الحملات وإدارة المكاتب الفرعية.
لم يكن معظم مديري PSC من أصول فلسطينية أو شرق أوسطية. أحد مؤسسيها، توني جرينشتاين، هو أيضًا مؤسس منظمة يهود لمقاطعة البضائع الإسرائيلية.

### الفروع
لدى حملة التضامن مع فلسطين PSC حوالي 40 فرعًا في إنجلترا واسكتلندا وويلز، مدرجة على موقعها على الإنترنت. يتم تنسيق نشاط المنظمة في اسكتلندا من قبل الحملة الاسكتلندية للتضامن مع فلسطين.
حملة التضامن مع أيرلندا مع فلسطين هي منظمة منفصلة تأسست في أواخر عام 2001 من قبل نشطاء حقوق الإنسان والمجتمع الأيرلنديين.

### الرعاة
يسرد موقع PSC العديد من المستفيدين، بما في ذلك: <div style="-moz-column-count:*John Austin
- Geoffrey Bindman QC  [لغات أخرى]‏
- جولي كرستي
- كاريل تشيرشل
- جيرمي كوربين
- William Dalrymple
- غادة الكرمي
- Bruce Kent
- نور الدين مصالحة
- إيلان بابي
- اليكسى سايل
- سلمان أبو ستة
- أهداف سويف
- جيني تونج
- لوكي (موسيقي)
- John Williams
- بنيامين عبدية إقبال صفنيا; -webkit-column-count:*John Austin
- Geoffrey Bindman QC  [لغات أخرى]‏
- جولي كرستي
- كاريل تشيرشل
- جيرمي كوربين
- William Dalrymple
- غادة الكرمي
- Bruce Kent
- نور الدين مصالحة
- إيلان بابي
- اليكسى سايل
- سلمان أبو ستة
- أهداف سويف
- جيني تونج
- لوكي (موسيقي)
- John Williams
- بنيامين عبدية إقبال صفنيا; column-count:*John Austin
- Geoffrey Bindman QC  [لغات أخرى]‏
- جولي كرستي
- كاريل تشيرشل
- جيرمي كوربين
- William Dalrymple
- غادة الكرمي
- Bruce Kent
- نور الدين مصالحة
- إيلان بابي
- اليكسى سايل
- سلمان أبو ستة
- أهداف سويف
- جيني تونج
- لوكي (موسيقي)
- John Williams
- بنيامين عبدية إقبال صفنيا;">{{{2}}}

كان بوب كرو وتوني بن رعاة المنظمة حتى وفاتهم.

### فروع النقابات العمالية
وتشمل هذه:
- الجمعية المنتسبة لمهندسي القاطرات ورجال الإطفاء - ASLEF
- اتحاد البث والترفيه والتصوير السينمائي والمسرح - BECTU
- اتحاد كتائب الإطفاء - FBU
- GMB (نقابي) - GMB
- الاتحاد الوطني للمعلمين - NUT
- اتحاد الخدمات العامة والتجارية - PCS
- النقابة الوطنية لعمال السكك الحديدية والبحرية والنقل - RMT
- نقابة عمال النقل - TSSA
- نقابة عمال البناء والحلفاء والفنيين - UCATT
- اتحاد الجامعات والكليات - جامعة كاليفورنيا
- انسجام
- توحد

## قاطعوا حملة البضائع الإسرائيلية
دعم PSC رسميًا حركة المقاطعة وسحب الاستثمارات وفرض العقوبات (BDS) منذ عام 2001. تم الإبلاغ عن دراسة نُشرت في The Jewish Chronicle على أنها اعترفت بـ PSC كأحد المؤيدين الرئيسيين لحركة BDS في بريطانيا.
نظم مركز القبة السماوية العلمي اضطرابات في أداء أوركسترا إسرائيلية في قاعة ألبرت الملكية في فبراير 2011. اضطر راديو بي بي سي 3 ، الذي كان يبث الحفل على الهواء مباشرة، إلى تعليق البث عدة مرات بسبب صراخ المحتجين ومضايقتهم.
في 28 مايو 2012، عندما قدمت فرقة مسرح Habima الإسرائيلية عرضًا في مسرح شكسبير غلوب بلندن، نظم PSC ومجموعات BDS الأخرى احتجاجًا خارج المبنى. في 29 مايو 2012، راديو بي بي سي 4 أفاد أن حبيمة «تعرضت لانتقادات بسبب أدائها لجمهور يهودي في الأراضي المحتلة». وصحح بيان صحفي لمجلس السلم والأمن التقرير، قائلا إنه ينتقد حبيمة «لأدائها في مستوطنات إسرائيلية غير قانونية في الضفة الغربية». بعد ستة أشهر من الضغط من قبل PSC ، أيدت هيئة الإذاعة البريطانية الثقة شكوى PSC.
شنت PSC حملة لمدة عامين لعرقلة اتفاقية التجارة للاتحاد الأوروبي، ACAA ، التي اعترفت بالمعايير الصيدلانية الإسرائيلية على أنها مساوية لتلك الموجودة في أوروبا. تم تمرير الاتفاقية في نهاية المطاف في أكتوبر 2012.
في تشرين الثاني (نوفمبر) 2012، حمّل مركز القبة السماوية العلمي فيلمًا مدته 69 دقيقة على موقع YouTube بعنوان قضية المقاطعة الثقافية والأكاديمية لإسرائيل ، قدمه كين لوتش.
دعمت PSC حملة BDS ضد شركة فيوليا الفرنسية. تعرضت شركة فيوليا لانتقادات من قبل حركة المقاطعة BDS بسبب أنشطتها في فلسطين وإسرائيل. وشملت الادعاءات المقدمة توفير البنية التحتية والخدمات للمستوطنات غير القانونية وسياسات تجنيد عنصرية.
قاد PSC حملة لمنع مكتب السياحة التابع للحكومة الإسرائيلية من الإعلان في الصحف البريطانية، بحجة أن إسرائيل كانت تحرف الأراضي الفلسطينية على أنها أراضيها.

## نشاط آخر
- في عام 2006، عندما كانت إسرائيل في حالة حرب مع لبنان، نظم مجلس السلم والأمن احتجاجًا على مشاركة إسرائيل في كأس ديفيس في إيستبورن.[22]

- كان PSC جزءًا من تحالف ENOUGH لعام 2007 لمعارضة الاحتلال الإسرائيلي للأراضي التي تسيطر عليها منذ حرب الأيام الستة عام 1967.[23]

- قامت PSC برعاية سباق دراجات مونبلييه لجمع التبرعات لعام 2009، والذي جمع الأموال بشكل مشترك لصالح PSC والمساعدات الطبية للفلسطينيين (MAP).[24]

- سارة كولبورن، التي كانت آنذاك مديرة PSC ، كانت على متن أسطول مرمرة خلال غارة أسطول عام 2010.[25]

- دعم مجلس السلم والأمن وجمع الأموال لقافلة 2010 «تحيا فلسطين» إلى غزة، والتي سعت إلى تركيز الاهتمام الدولي على قطاع غزة.[26]

- ساعد PSC الإسكتلندي في تنسيق «أهلاً في فلسطين» لعام 2011، حيث سافر نشطاء إلى مطار بن غوريون في تل أبيب كجزء من احتجاج. تم اعتقال العديد من النشطاء ومنعوا من دخول إسرائيل.[27]

- شارك PSC في استضافة حدث 2011 «التواطؤ في الاضطهاد: هل تساعد وسائل الإعلام إسرائيل؟» مع منظمة العفو الدولية في المملكة المتحدة وميدل ايست مونيتور اون لاين Middle East Monitor Online (MEMO).
- نظم مجلس السلم والأمن مظاهرة يوم 30 مارس 2012 «يوم الأرض» خارج السفارة الإسرائيلية في لندن.[28]

- روّج PSC لمسرحية " أنا قلب حماس: وأشياء أخرى ، والتي عُرضت في 17 كانون الثاني (يناير) 2013.[29]

- في عام 2014، دعم مجلس السلم والأمن مظاهرة في يوم النكبة احتجاجا على زيارة السياسية الإسرائيلية تسيبي ليفني إلى لندن.[30]